# غاف أرجنتيني
غاف أرجنتيني (الاسم العلمي: Prosopis argentina)، نوع من الأشجار القصيرة المنتمية إلى فصيلة البقولية. موطنها وسط وجنوب جنوب أمريكا.